# Santa Bonosa
Santa Bonosa, även benämnd Santa Bonosa dei Calzolari, var en kyrkobyggnad i Rom, helgad åt den heliga Bonosa. Kyrkan var belägen i rione Trastevere, vid Piazza di Santa Bonosa.

## Kyrkans historia
Året för kyrkans grundande är inte känt, men den första kyrkan på platsen kan ha byggts så tidigt som under påve Julius I:s pontifikat (337–352). Den italienske historikern och arkeologen Mariano Armellini ansåg sig ha funnit lämningar som tydde på att kyrkan härstammade från 700-talet. Det gällde bland annat fragment av en fresk.
Santa Bonosa nämns bland filialerna till kyrkan San Crisogono i en bulla promulgerad av påve Calixtus II år 1121. Kyrkan förekommer i Catalogo di Cencio Camerario, en förteckning över Roms kyrkor sammanställd av Cencio Savelli år 1192 och bär där namnet sce. Bonose. Kyrkan nämns även i Catalogo di Torino (1320) och i Nicola Signorilis Catalogo delle Chiese di Roma från 1425.
År 1604 företogs en restaurering av kyrkan: ett nytt tak lades och väggfresker utfördes. 1662 överläts kyrkan åt Università dei Calzolari, skomakarnas skrå, som lät genomföra en grundlig restaurering och uppförde en barockfasad. Skrået helgade kyrkan åt sina skyddspatroner Crispinus och Crispinianus. Sankta Bonosas reliker överfördes till Sant'Apollinare alle Terme och ett altare i kyrkan Santa Maria della Luce invigdes åt henne.
Skomakarskrået flyttade från kyrkan 1838 och etablerade sig i San Salvatore de Pede Pontis, varvid sankta Bonosas reliker fördes tillbaka till kyrkan. År 1885 tog Figlie di Carità Canossiane (Barmhärtighetssystrarna) kyrkan i besittning. Denna ordensgemenskap grundades av Magdalena av Canossa i Verona 1808 och fokuserar på utbildning, katekesundervisning och vård av sjuka. Tre år senare, 1888, revs kyrkan Santa Bonosa vid anläggandet av de nya tiberkajerna, Ponte Garibaldi och Piazza d'Italia (dagens Piazza Giuseppe Gioachino Belli). Kyrkans demolering föranleddes även av saneringsarbeten i området. Sankta Bonosa vilar numera i Santa Maria della Mercede e Sant'Adriano, belägen vid Viale Regina Margherita. 

## Exteriör och interiör
I fasaden bar fyra doriska kolossalpilastrar upp ett entablement med ett krönande triangulärt pediment. Ingångsporten kröntes av ett segmentbågeformat pediment. Interiören hade ett högaltare och två sidoaltaren, ett på var sida. Högaltarmålningen utgjordes av en oval målning med Madonnan och de heliga Crispinus och Crispinianus. Till höger stod en staty föreställande den heliga Bonosa. Takmålningen De heliga Crispinus och Crispinianus förhärligande var ett verk av Giovanni Battista Brughi. I sakristians tak fanns en fresk av Pietro Boschi, föreställande Den evige Fadern och de heliga Crispinus och Crispinianus. I kyrkan fanns en gravsten med namnet NICOLA VECCA, som under lång tid misstogs för Cola di Rienzo.

## Bilder

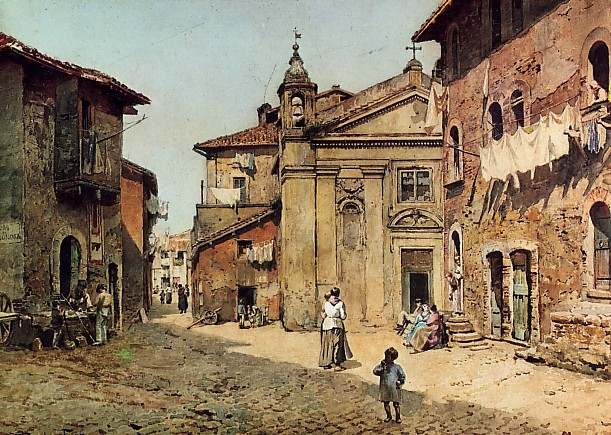
Santa Bonosa, akvarell av Ettore Roesler Franz.
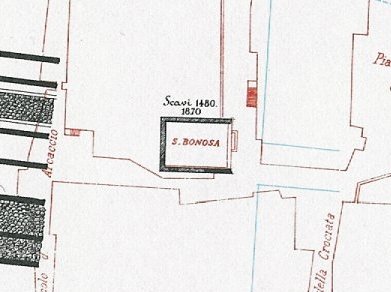
Santa Bonosa på Rodolfo Lancianis Rom-karta från 1893–1901.